# Giulian Pedone
Giulian Pedone (Neuchâtel, 30 novembre 1993) è un pilota motociclistico svizzero.

## Carriera
Comincia a correre su pocket-bike nel 2005. In questa disciplina vince nel 2006 il campionato svizzero Junior B. Nel 2007 corre nella ADAC Junior Cup 125, concludendo nono. Nella stessa categoria termina quarto nel 2008. Nel 2009 e nel 2010 termina decimo nel campionato IDM 125.
Nel 2011 debutta nel motomondiale in classe 125, ingaggiato dal team Phonica Racing. I compagni di squadra sono Simone Grotzkyj e Taylor Mackenzie. Termina la stagione al 33º posto con un punto, ottenuto al GP della Comunità Valenciana.
Nel 2012 rimane nello stesso team correndo nella classe Moto3 inizialmente con una Oral e poi, dal GP di Francia, con una Suter MMX3; il compagno di squadra è Grotzkyj. In questa stagione riesce ad andare a punti in due occasioni, ottenendo come miglior piazzamento un 10º posto ottenuto a Le Mans, che è anche il miglior piazzamento in carriera nel motomondiale dell'elvetico. Conclude la stagione al 29º posto con 7 punti.

## Risultati nel motomondiale
| 2011 | Classe | Moto    |    |     |    |    |    |     |    |    |    |    |    |    |    |    |    |    |    |    | Punti | Pos. |
| ---- | ------ | ------- | -- | --- | -- | -- | -- | --- | -- | -- | -- | -- | -- | -- | -- | -- | -- | -- | -- | -- | ----- | ---- |
| 2011 | 125    | Aprilia | 26 | Rit | 19 | 23 | 21 | Rit | 19 | 23 | 20 | NE | 24 | 24 | 23 | 18 | 19 | 25 | 17 | 15 | 1     | 33º  |

| 2012 | Classe | Moto               |  |    |    |    |    |    |     |    |    |    |    |    |     |    |    |    |    |    | Punti | Pos. |
| ---- | ------ | ------------------ |  | -- | -- | -- | -- | -- | --- | -- | -- | -- | -- | -- | --- | -- | -- | -- | -- | -- | ----- | ---- |
| 2012 | Moto3  | Oral e Suter Honda |  | 15 | NC | 10 | 27 | 27 | Rit | 27 | 23 | NE | 17 | 22 | Rit | 23 | 25 | 26 | 23 | 17 | 7     | 29º  |

| Legenda | 1º posto        | 2º posto            | 3º posto            | A punti      | Senza punti        | Grassetto – Pole position Corsivo – Giro più veloce |
| Legenda | Gara non valida | Non qual./Non part. | Ritirato/Non class. | Squalificato | '-' Dato non disp. | Grassetto – Pole position Corsivo – Giro più veloce |